# Ruská Voľa
Ruská Voľa (ungarisch Kisszabados – bis 1907 Oroszvolya) ist eine Gemeinde im Osten der Slowakei mit 90 Einwohnern (Stand 31. Dezember 2024), die im Okres Vranov nad Topľou, einem Teil des Prešovský kraj, liegt.

## Geographie
Die Gemeinde befindet sich im Südteil der Niederen Beskiden im Bergland Ondavská vrchovina, im Quellbereich des Baches Voliansky potok im Einzugsgebiet der Topľa. Das Ortszentrum liegt auf einer Höhe von 299 m n.m. und ist 13 Kilometer von Hanušovce nad Topľou sowie 35 Kilometer von Vranov nad Topľou entfernt.
Nachbargemeinden sind Kručov im Norden, Lomné im Nordosten und Osten, Bžany im Südosten, Matiaška im Süden und Südwesten, Kobylnice im Westen sowie Giraltovce und Fijaš im Nordwesten.

## Geschichte
Ruská Voľa wurde zum ersten Mal 1357 als Wolya schriftlich erwähnt, weitere historische Bezeichnungen sind unter anderen Fias (1773), Oross Wolya (1786) und Ruská Wola (1808). Das Dorf wurde nach deutschem Recht gegründet und lag zuerst in der Herrschaft von Čičava. 1427 wurden 28 Porta verzeichnet. Nach einem Verzeichnis aus dem Jahr 1715 war das Dorf zu diesem Zeitpunkt 30 Jahre verlassen, 1720 gab es hier vier Porta, 1787 gehörten die Ortsgüter den Familien Forgách und Mattyaszovsky. 1787 hatte die Ortschaft 18 Häuser und 139 Einwohner, 1828 zählte man 22 Häuser und 386 Einwohner. Von 1850 bis 1910 wanderten viele Einwohner aus.
Bis 1918 gehörte der im Komitat Sáros liegende Ort zum Königreich Ungarn und kam danach zur Tschechoslowakei beziehungsweise heute Slowakei. In der Zeit der ersten tschechoslowakischen Republik waren die Einwohner als Landwirte und Waldarbeiter beschäftigt. Vor und während des Slowakischen Nationalaufstandes agierte eine Partisanengruppe in der Gegend. Nach dem Zweiten Weltkrieg wurde die örtliche Einheitliche landwirtschaftliche Genossenschaft (Abk. JRD) im Jahr 1969 gegründet, ein Teil der Einwohner pendelte zur Arbeit in die Gegend, andere arbeiteten als Waldarbeiter im tschechischen Teil der Tschechoslowakei.

## Bevölkerung
| Jahr                | 1994 | 2004    | 2014    | 2024    |
| ------------------- | ---- | ------- | ------- | ------- |
| Anzahl der Personen | 81   | 76      | 82      | 90      |
| Unterschied         |      | −6,17 % | +7,89 % | +9,75 % |

| Jahr                | 2023 | 2024    |
| ------------------- | ---- | ------- |
| Anzahl der Personen | 88   | 90      |
| Unterschied         |      | +2,27 % |

Nach der Volkszählung 2011 wohnten in Ruská Voľa 82 Einwohner, davon 38 Slowaken, 37 Roma und sieben Russinen.
70 Einwohner bekannten sich zur griechisch-katholischen Kirche, 11 Einwohner zur römisch-katholischen Kirche und ein Einwohner zur orthodoxen Kirche.

## Bauwerke und Denkmäler
- griechisch-katholische Kirche Schutz der allheiligen Gottesmutter aus dem Jahr 1795

## Verkehr
Nach Ruská Voľa führt nur die Cesta III. triedy 3570 („Straße 3. Ordnung“) von Matiaška heraus.